# Der Mentor
Der Mentor ist eine Komödie in drei Akten von Daniel Kehlmann, die am 8. November 2012 im Theater in der Josefstadt uraufgeführt wurde. Sie thematisiert den Generationenkonflikt im Literaturbetrieb.

## Inhalt

### Erster Akt
Das Stück beginnt mit einer Rede des Erfolgsautors Martin Wegner, der dankend den Benjamin-Rubin-Preis in Empfang nimmt. Er stimmt eine Eloge auf den verstorbenen Namensgeber des Preises an und betont, wie fruchtbar die Begegnung mit ihm gewesen sei.
Der prätentiöse und gallige alte Schriftsteller Rubin tritt auf. Als 24-Jähriger hat er das Erfolgsstück Der lange Weg geschrieben, das immer noch beim Reclam-Verlag aufgelegt und an Schulen gelesen wird. Seine weiteren Dramen, Romane und Drehbücher, die er danach verfasst hat, konnten hingegen nie an diesen Triumph anknüpfen und sind kaum bekannt. Eine Stiftung hat nun ein „Mentor-Projekt“ arrangiert, bei dem er seinem jungen Kollegen Wegner an fünf Tagen bei seinem neuen Stück helfen soll. Er hat nur wegen der fürstlichen Entlöhnung von 10.000 Euro zugesagt.
Der Stiftungsvertreter Erwin Wangenroth bewillkommnet ihn. Rubin beklagt sich ausführlich über die unhaltbaren Bedingungen seiner Reise und gibt sogleich eigenwillige Anweisungen, so soll Wangenroth unverzüglich den Fernseher aus seinem Zimmer entfernen, da das Fernsehen nie „einen Gedanken, ein Gedicht, nur eine Zeile von Wert“ hervorgebracht habe. Er gibt Bonmots zum Besten über Cragganmore-Whiskey und darüber, wie er jeweils auf den Vorwurf reagiere, kein zweites Stück wie seinen Erstling geschrieben zu haben („das hat auch kein anderer“), die er im Verlauf des Stücks mehrmals fast wörtlich wiederholen wird.
Wegner ist bereits vor einer Stunde angekommen. Sein Debüt Abend, Nebel wurde zwölfmal in Hannover aufgeführt und in einer Kritik hat man ihn als „Stimme einer Generation“ gefeiert. Er ist in Begleitung seiner Frau Gina, einer Kunsthistorikerin, die sich eigens freigenommen hat, um ihr Idol Rubin, dessen berühmtes Stück sie mehrmals gelesen hat, kennenzulernen.
Bereits beim ersten Aufeinandertreffen der beiden Schriftsteller zeigen sich unüberbrückbare Differenzen. Rubin versteht Wegners einleitenden Scherz („Dr. Livingstone, I presume?“) nicht. Als er erfährt, dass Wegner dieselbe Summe für das Projekt erhält, ist er empört. Seine Entrüstung steigert sich weiter, als er auch zur Kenntnis nehmen muss, dass Wegner sich nicht einmal beworben hat. Auf die Ausschreibung der Stiftung hat niemand reagiert. Man hat Wegner von sich aus kontaktiert und er hat erst zugesagt, als man sein Honorar wesentlich erhöht hat. Sein zweites Stück heißt Ohne Namen.  Rubin findet, es brauche einen Namen, nimmt das Manuskript entgegen und verspricht, es am Abend zu lesen. Dann verabschiedet er sich.
Wegner ist angeekelt von Rubin:

„Es gibt Gründe, dass er schon lange keinen Erfolg mehr hat. Er nimmt nichts mehr wahr. Er interessiert sich nur noch für sich selbst und dafür, was man von ihm denkt und ob man ihn genug verehrt. Bevor ich so ende, hänge ich mich auf.“

Gina gibt zu bedenken, dass Rubin immerhin berühmt sei und seine Karriere mit Empfehlungen oder Artikeln weiterbefördern könne.

### Zweiter Akt
Am nächsten Morgen warten Wegner und Wangenroth im Garten auf Rubin, der noch das Stück zu Ende liest. Wangenroth hat selbst künstlerische Ambitionen und zeigt Wegner seine Gemälde auf einem iPhone. Wegner wiederum erzählt, dass er keiner geregelten Arbeit mehr nachgehe und seine Frau für sie beide verdiene. Er habe früher Kritiken geschrieben und sich dann angewidert von diesem Gewerbe zurückgezogen.
Wegner kommt mit dem Manuskript und drückt sich lange vor einer klaren Aussage. Erst auf mehrmalige Ermunterung Wegners, seine Meinung unumwunden kundzutun, bricht es auf ihm heraus, dass das Stück furchtbar sei. Es sei zum Beispiel jeweils unklar, wer spreche. Wegner entgegnet, das wolle er nicht vorgeben, sondern dem Regisseur überlassen. Er wisse selbst nicht immer, wer die Figuren seien. Rubin kritisiert weiter, dass eine Figur von den Toten auferstehe. Allgemein sei vieles unverständlich und „reiner Blödsinn macht noch kein Geheimnis“. Auf seine Frage, worum es im Stück überhaupt gehe, kann Wegner nicht antworten („Wenn ich wüsste, worum es geht, hätte ich das nicht schreiben müssen“). Wegner wird immer wütender und wirft Rubin vor, antiquierte Vorstellungen zu haben, und beruft sich auf seine gute Kritik und darauf, dass Kunst immer subjektiv sei. Rubin bleibt gelassen, immerhin habe er ein gutes Stück geschrieben, das andere sei nicht zu retten.

„Es gibt viele Arten zu schreiben, aber es gibt gute Ergebnisse und schlechte. Das hier ist schlecht. Tot und missraten. Gesucht poetisches Geschwurbel ohne Poesie, ohne Entwicklung, ohne Anfang und Ende. Sie haben das geschrieben, weil Sie sich irgendwann entschieden haben, Schriftsteller zu sein, und weil man nicht gut Schriftsteller sein kann, ohne irgendwas zu schreiben.“

Rubin kann auf das Honorar aber nicht verzichten und entfernt sich, um Wangenroth zu fragen, wie fortzufahren sei.
Wegner ist zutiefst verunsichert. In einem Dialog mit seiner Frau Gina versucht er, bei ihr Bestätigung seines Genies zu finden. Als immer deutlicher wird, dass sie ebenfalls nicht viel von seinen Stücken hält und schließlich auf seine Frage, ob sie ihn für einen guten Schriftsteller halte, antwortet: „Du könntest einer werden“, entschließt er sich kurzerhand, das Projekt abzubrechen und abzufahren. Gina verteidigt Rubin, was ihn noch mehr in Rage bringt. Als Wangenroth und Rubin kommen, geht er wortlos ins Haus.
Rubin warnt Gina, dass alle Schriftsteller Egoisten seien, auch ihr Mann, und mokiert sich über Wegner, er habe sicherlich davon geträumt, dereinst einen Benjamin-Rubin-Preis oder eine Empfehlung von ihm zu erhalten.
Wegner kommt mit seinem Gepäck zurück. Er telefoniert mit seinem Regisseur und erfährt, dass der sein Stück nur auf Empfehlung eines Kollegen, der es gar nie gelesen hat, inszeniert hat. Dann versucht er, den Rezensenten, der ihn „Stimme einer Generation“ genannt hat, zu erreichen, erfährt von dessen Frau aber, dass er bipolar war, die Kritik wohl in einer manischen Episode geschrieben und sich vor Kurzem das Leben genommen hat. Verzweifelt vernichtet er sein Manuskript, das heißt er wirft seinen Laptop und den Ausdruck (den Rubin verwendet hat) in den nahen Teich. Sein Taxi kommt, Gina sagt ihm, sie habe auch nie ein Kind mit ihm gewollt, und er fährt alleine weg.
Rubin schenkt Gina ein Glas Johnnie Walker (im Stück: „Johnny Walker“) ein. Die beiden sprechen über das Altern und die Liebe und beginnen zunehmend zu flirten.

### Dritter Akt
Am nächsten Morgen sitzt Gina mit Wangenroth am Gartentisch und lässt sich seine Bilder zeigen. Er ist nun fest entschlossen zu kündigen und Künstler zu werden. Rubin kommt und duzt Gina (sie haben offensichtlich die Nacht miteinander verbracht), dann erkundigt er sich, ob sein Taxi bald komme, und droht mit einem Prozess, falls ihm das Honorar nicht ausbezahlt werde. Plötzlich taucht Wegner, tropfnass und lehmverschmiert, wieder auf. Er hat zuhause auch die Backup-Festplatte und den letzten verbliebenen Ausdruck des Manuskripts unwiederbringlich zerstört, am Morgen aber sein Vorgehen bereut und sich mit dem ersten Zug zurückbegeben. Am Teich hat er die durchweichten Blätter zusammengesucht und in der Hoffnung, dass Spezialisten die Daten noch retten können, den Laptop geborgen. Zu seinem Erstaunen hat er auf den von Rubin gelesenen Seiten lobende Annotationen („exz.“ für „exzellent“ und Ausrufezeichen) gefunden und stellt ihn nun wütend zur Rede. Rubin gibt vor, sich nicht zu erinnern, und weigert sich zu sagen, ob ihm das Stück gefallen habe oder nicht.

„Keiner wird es je wissen. Egal, was ich behaupte, Sie werden sich nie sicher sein, ob Sie was taugen. Im ganzen Leben nicht. Egal, ob Sie Erfolg haben oder ob man Sie auslacht. Etwas in Ihnen spürt, dass es in Fragen der Kunst ein absolutes Urteil gibt. Aber Sie werden nie erfahren, wie es lautet.“

Wegner muss plötzlich lachen. Er ist überzeugt, dass Rubin ihn nur schlecht machen wollte, um sich an seine Frau heranzumachen, und bemitleidet ihn für diese „armselige“ Kabale. Wenn er dereinst einen Benjamin-Rubin-Preis erhalten werde, wolle er behaupten, sich mit ihm angefreundet zu haben. Ginas Taxi kommt und sie verabschiedet sich. Wegner eilt ihr nach und auch Wangenroth entfernt sich.
In einem kurzen Epilog berichtet Rubin, Wegner sei bald nach diesen Ereignissen im Schlaf gestorben, und bittet das Publikum, sein Stück Der lange Weg zu lesen, damit er nicht der Vergessenheit anheimfalle. Einen Benjamin-Rubin-Preis habe es nie gegeben.

## Rezeption
Die Kritik fiel sehr unterschiedlich aus und umspannte von überschwänglicher Begeisterung (FAZ) bis zum wütenden Verriss (Der Standard) die ganze Bandbreite an emotionalen Reaktionen.
Gerhard Stadelmaier (in der Frankfurter Allgemeinen Zeitung) lobte das Stück als ein „Capriccio, bei dem jeder Punkt den anderen Punkt funkensprühend verändert, sobald er ausgesprochen und ausgespielt ist: eine einzige witzige Unschärferelation“. Es zünde „Blitze aus Pointengewittern“.
Ulrich Weinzierl (in Die Welt) empfand den Text als eine „böse, flotte Komödie mit Tiefgang“, ein „anspruchsvolles und intelligentes Unterhaltungsstück“, über dem „ein Hauch von Uneindeutigem, Rätselhaftem, des Offenen“ schwebe. Schließlich bleibe unklar, warum Rubin seinen jungen Konkurrenten tatsächlich verrissen habe. Kehlmann demonstriere zudem „gleichsam nebenbei das Fragwürdige künstlerischen Anspruchs und Selbstbewussteins“.
Hartmut Krug (bei nachtkritik.de) fand das „pointenreiche Sprechstück über Schriftstellerdasein und -bewusststein“ zwar unterhaltsam, vermisste aber den von Weinzierl monierten Tiefgang, schließlich habe es „viel Scherz, wenig Satire und kaum angedeutete tiefere Bedeutung“. Dass sich Gina von Wegner zum Seitensprung verleiten lässt, fand er inhaltlich nicht überzeugend, „weil es wie aus einem Kitschroman für Männer entsprungen scheint“, und sei „allein mit dem bewussten Boulevardcharakter des Stückes zu erklären“. Er schloss seine Kritik mit dem Befund:

„Daniel Kehlmann hat ein wirkungssicheres, aber arg konventionelles well made play geschrieben, das von seinen sprüchehaften Pointen, seinen netten Klischees und seinen lockeren Gemeinplätzchen, aber auch von seinen genau gezeichneten, vier pointierten Figuren lebt. Nicht etwa von neuen Erkenntnissen über den Kulturbetrieb und schriftstellerische Schaffensweisen. Das Stück wirkt so geschickt gemacht wie inhaltlich nett und dünn.“

Norbert Mayer (in Die Presse) fand Kehlmanns Text „recht bescheiden“, eine „Petitesse“, ja gar „trivial“, auch wenn er „stellenweise Esprit“ zeige und das Talent des Autors durchscheinen lasse.

„Ein paar Anspielungen auf Tschechow und ein paar platte Bemerkungen zum postdramatischen Unwesen sind nicht abendfüllend. Es fehlt Kehlmann diesmal die Pranke.“

Insbesondere kritisierte Mayer die Frauenfigur Gina, für die „in dieser Testosteron-Show gehobener Literatur“ „kein einziger passabler Monolog, [...] nicht einmal ein geistreicher Kontrapunkt“ vorgesehen sei, vielmehr sei sie „bloß eine Projektionsfläche in einer Etüde über Männer, die von Ruhm getrieben, von Neid und Versagen geplagt werden“.
Auch bei Margarete Affenzeller (in Der Standard) hinterließ das Stück, dem sie einen „altväterlichen Charakter“ unterstellte, der Frauenrolle wegen einen „chauvinistischen Nachgeschmack“.

„Kehlmann bedient sämtliche billige Klischees einer Männerwelt, die man selbst am Boulevard heute nur als Scherz begreifen kann: Männer sind Schöpfer; Frauen deren Sekretärinnen. Der Gattin des jungen Dichters, Gina, wird keine eigene Meinung zugetraut. Sie darf von Natur (Frösche im Weiher) und Kinderkriegen sprechen und das Manuskript ihres Gatten überreichen. Dann lässt sie sich vom Mentor auch noch flachlegen, worüber die beiden Herren rasch ihr Einvernehmen finden.“

## Aufführungen

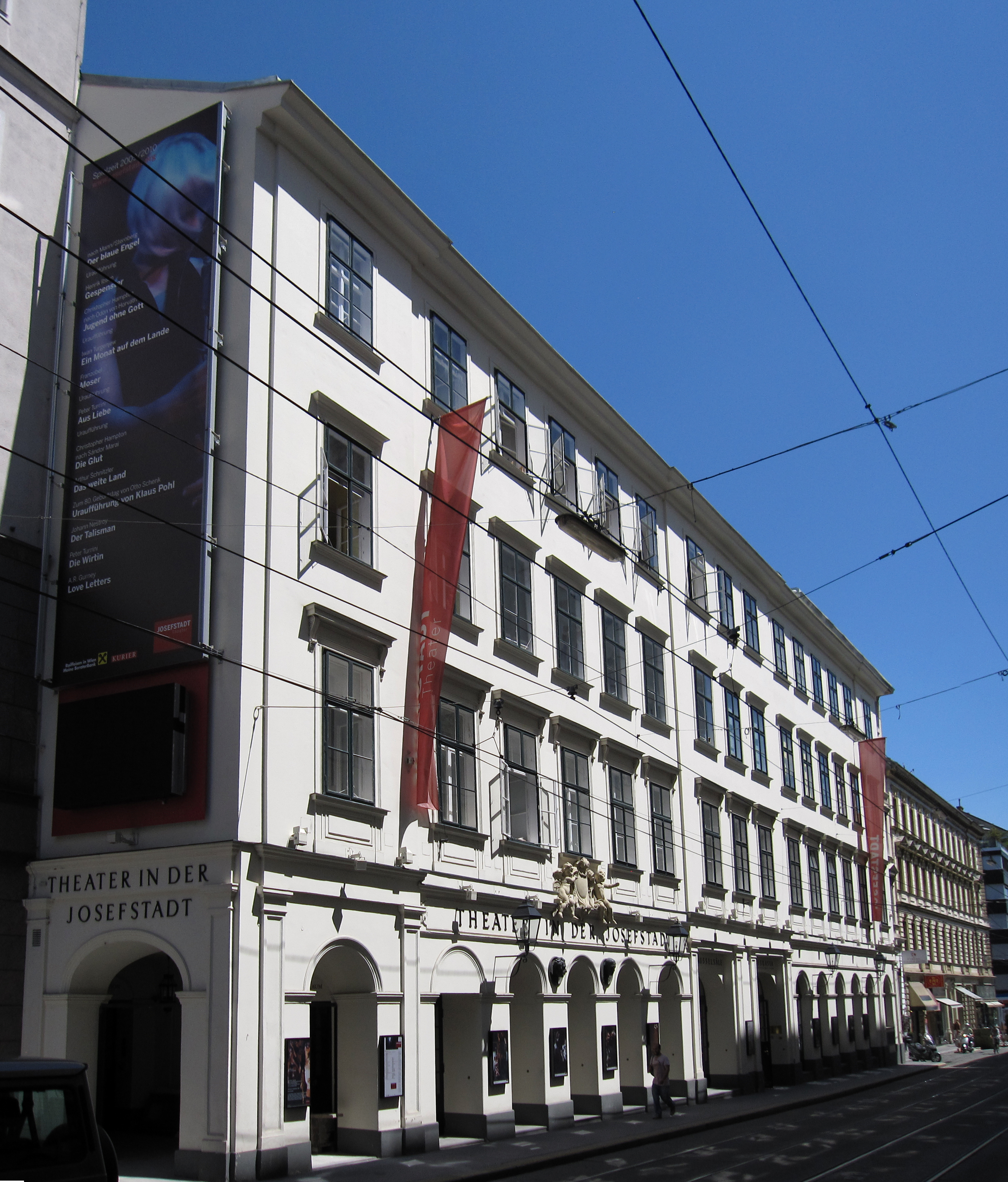
Das Theater in der Josefstadt in Wien, Ort der Uraufführung

Die Uraufführung fand am 8. November 2012 im Wiener Theater in der Josefstadt statt. Regie führte Herbert Föttinger. Florian Teichtmeister spielte Martin Wegner, Ruth Brauer-Kvam seine Frau Gina und Siegfried Walther Erwin Wangenroth. Für die Rolle des Benjamin Rubin war eigentlich Michael Degen vorgesehen. Da dieser kurz vor der Premiere schwer erkrankte, musste der Regisseur Föttinger für ihn einspringen.
Die deutsche Erstaufführung fand im Beisein des Autors am 12. September 2013 im Fritz Rémond Theater in Frankfurt am Main unter der Regie von Michael Wedekind statt. Weil sein Text empfindlich verfälscht und banalisiert worden sei, verließ Kehlmann nach der ersten Szene demonstrativ den Saal.
In Berlin feierte das Stück seine Premiere am 1. Juni 2014 an der Komödie am Kurfürstendamm. Folke Braband führte Regie. Volker Lechtenbrink gab Rubin, Andreas Christ Wegner, Rebecca von Mitzlaff Gina und Oliver Dupont Wangenroth. Im Januar und Februar 2016 ging die Inszenierung deutschlandweit auf Tournee.
Die englischsprachige Erstaufführung fand am 24. Juni 2017 in Bath statt. Ab dem 22. Januar 2022 wurde das Stück unter Regie von Anja Jemc am Landestheater Linz gegeben.

## Hörspiel
Am 16. November 2014 sendete der Mitteldeutsche Rundfunk erstmals ein gleichnamiges Hörspiel, das in Koproduktion mit dem Westdeutschen Rundfunk und ORF entstand. Regie führte Götz Fritsch. Franz Xaver Kroetz sprach Rubin, Christoph Bach Wegner, Stephanie Schönfeld Gina und Ilja Richter Wangenroth.

## Übersetzungen
Bereits 2013 veröffentlichte Žanina Dragostinova ihre Übersetzung ins Bulgarische Nastavnikăt. Christopher Hampton übersetze das Stück ins Englische. Seine Übersetzung The Mentor erschien 2017 bei Faber & Faber. 2024 erschien eine französische Übersetzung von Silvia Berutti-Ronelt und Hélène Mauler unter dem Titel Le mentor.

## Ausgabe
- Daniel Kehlmann: Der Mentor. In: Vier Stücke. Rowohlt, Hamburg 2019, S. 87–144.